# Victoria (Rotorua)
Pour les articles homonymes, voir Victoria.

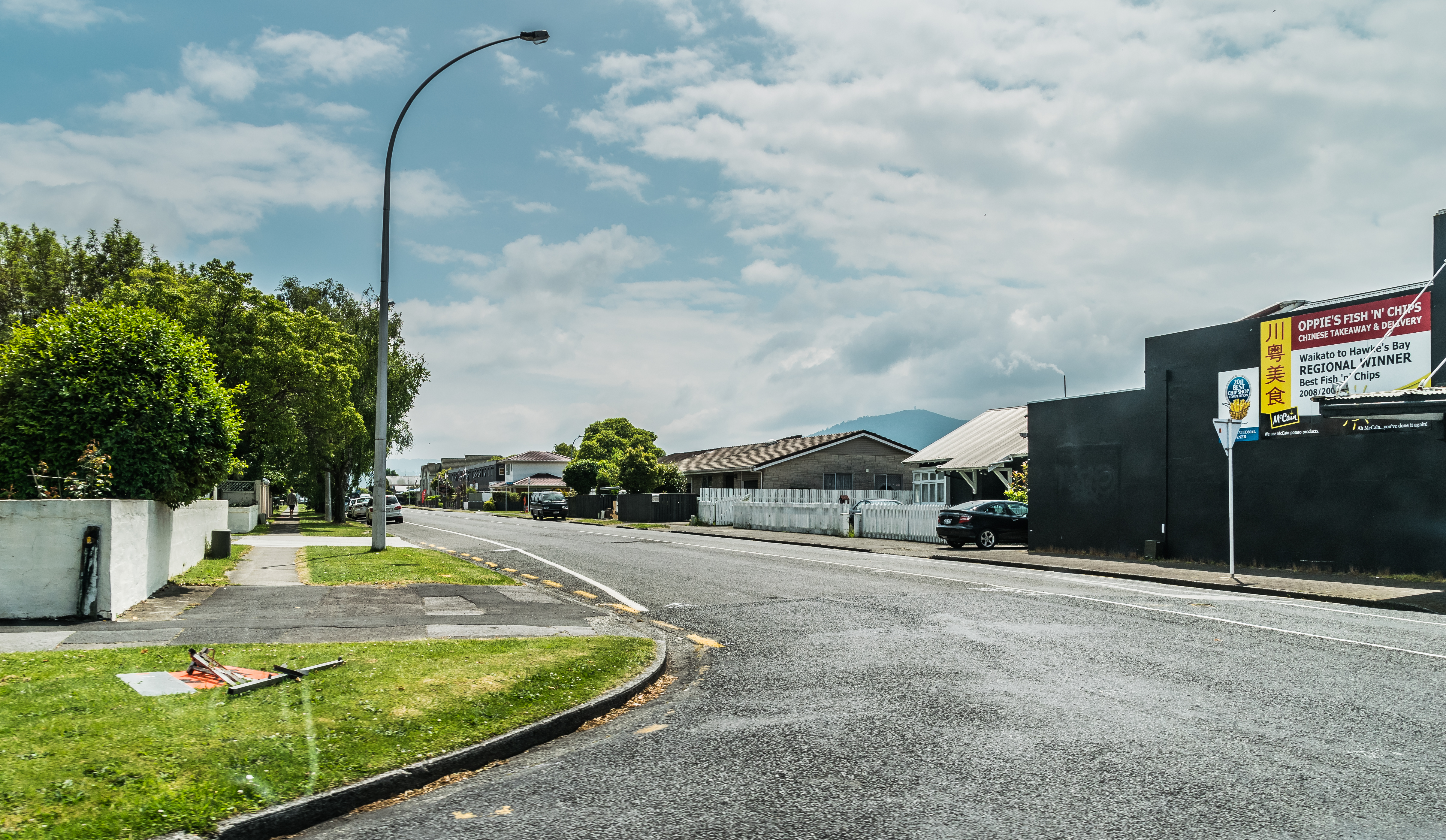
photo d'une rue de la ville

Victoria  est une banlieue de la cité de Rotorua dans la région de la baie de l’Abondance de l’Île du Nord de la Nouvelle-Zélande

## Démographie
Victoria avait une population de 2 094 personnes selon le recensement de 2018 en Nouvelle-Zélande, une augmentation de 342 personnes (soit 19.5%) depuis le recensement de 2013 en Nouvelle-Zélande, et une augmentation de 456 personnes (soit 27.8%) depuis le recensement de 2006 en Nouvelle-Zélande. 
Il y avait 894 logements. 
On notait la présence de 1,032 hommes et 1,062 femmes, donnant un sexe ratio de 0.97 homme par femme. 
L’âge médian était de 32,9 ans (comparé avec les 37,4 ans au niveau national), avec 312 personnes (soit 14.9%) âgées de moins de 15 ans, 573 personnes (soit 27.4%) âgées de 15 à 29 ans, 936 personnes (soit 44.7%) âgées de 30 à 64 ans, et 273 personnes (soit 13.0%) âgées de 65 ou plus.
L’ethnicité était pour 37,4% européens/Pākehā, 26.6% māori, 5.4% personnes du Pacifique, 41.1% asiatiques, et 1.7% d’une autre ethnicité (le total fait plus de 100% dans la mesure où une personne peut s’identifier à de multiples ethnicités).
La proportion des personnes nées outre-mer était de 45.1%, comparé avec les 27.1% au niveau national.
Bien que certaines personnes objectent à donner leur religion, 30.1% n’avaient aucune  religion, 38.7% étaient chrétiens, 10.6% étaient hindouistes, 1.9% étaient musulmans, 2.3% étaient bouddhistes et 11.9% avaient une autre religion.
Parmi ceux d’au moins 15 ans, 465 personnes (soit 26.1%) avaient un niveau bachelier ou un degré supérieur et 279 personnes (soit 15.7%) n’avaient aucune qualification formelle. 
Les revenus médians étaient de 22,800 $, comparé avec les 31,800 $ au niveau national. 
Le statut d’emploi de ceux d’au moins 15 ans ou plus était  pour 843 personnes (soit 47.3%) employées à plein temps, 285 personnes (soit 16.0%) étaient à temps partiel et 123 personnes (soit 6.9%) étaient sans emploi .

## Éducation
- L’école de «Rotorua Intermediate» est une école intermédiaire, publique, mixte[2],[3]  avec un effectif de 716 élèves en novembre 2021[4].

## Bâtiments notables
- Robertson House, 70 Pererika Street, une villa de baie de 1905, c’était la maison de famille d’Edwin Robertson, qui était un des plus importants employeurs privés dans le secteur de Rotorua à cette époque [5],[6].